# آل‌دی
گریگوری هاین (انگلیسی: Gregory Hein) که به‌طور حرفه‌ای با نام آل‌دِی (انگلیسی: Aldae، به صورت all day تلفظ می‌شود) شناخته می‌شود، ترانه‌پرداز و تهیه‌کننده موسیقی اهل ایالات متحده آمریکا است. او برای هنرمندان مختلفی از جمله جاستین بیبر، شان مندز، سلنا گومز، مارشملو، جان لجند، مشین گان کلی، خالید، جکسون وانگ و هنرمندان دیگر ترانه‌سرایی کرده است. در سال ۲۰۲۳، آل‌دِی در نوشتن متن ترانه «گل‌ها» از مایلی سایرس همکاری داشته است که به جایگاه شماره یک جدول بیلبورد هات ۱۰۰ رسید.